# Godelleta
Godelleta és un municipi del País Valencià situada a la comarca de la Foia de Bunyol.
Limita amb Alboraig, Bunyol i Xiva (a la mateixa comarca); i amb Torís i Torrent (a les comarques de la Ribera Alta i l'Horta Oest respectivament).

## Geografia

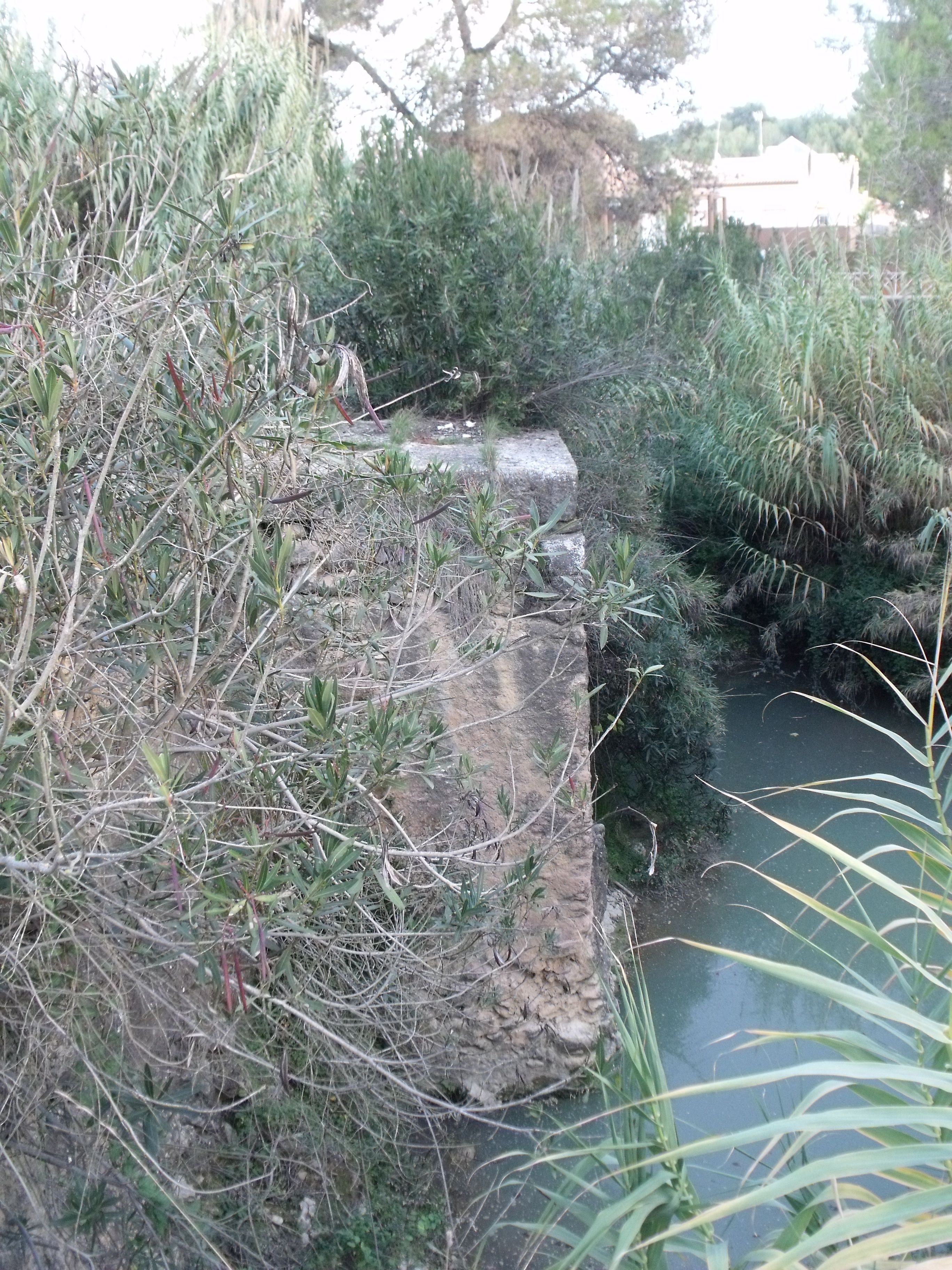
Presa del Poio, al Barranc del Murtal.

Situada en el sector sud-est de la comarca. La superfície del terme comprén muntanya i pla, encara que la seua orografia no és complicada. Pel nord-est penetren els contraforts de la Serra Perenxisa; seguits d'una zona més baixa i plana que s'eleva conforme avança cap a l'oest, per on penetren les muntanyes de Xiva, l'altura de les quals, en el vèrtex geodèsic de Miravelencia, arriba als 442 msnm, mentre que el pla es manté a una altura mitjana de 200 msnm. De sud-oest a nord-est corren els barrancs de Villamalata, del Murtal i de Fuentecica.
Hi ha diverses fonts, com ara les de Calicanto, Murtal, Fuentecica, Carrasca, la Pieza, la Rulla i el Vizco.
La zona muntanyosa està ocupada per pins i forest baixa, i pastures a l'hivern.

## Història
La primitiva Godayla fou una alqueria musulmana que depenia de Xiva i de la qual encara es conserva la torre. Després de la conquista, Jaume I (1208-1276) va donar-la a Ximén Sanc de Gorràiz l'any 1238, a més d'atorgar terres als germans Garcia i Sanz Peris d'Osa. En 1563, any del desarmament dels moriscs valencians, comptava amb unes 25 cases. Va ser convertida en rectoria de moriscs amb parròquia pròpia en separar-se de Xiva l'any 1574. La seua població estava integrada en aquells moments per 18 cases de moriscs i unes poques de cristians vells. A partir del 1609 la vila va quedar quasi deshabitada, per la qual cosa el marqués d'Aitona, qui llavors era propietari del senyoriu, hagué d'estendre una nova carta de repoblament, a fur d'Aragó, un any després a diverses famílies vingudes de Les Alcubles; tot i això, en 1640 a poques penes arribava als 9 veïns. En 1690 arribaren nous pobladors de Mislata, zona de parla valenciana, però prompte foren lingüísticament absorbits pels alcublans, no sense haver introduït alguns modismes valencians que encara perduren en la parla local. L'any 1874 Godelleta fou ocupada per les tropes carlines, capitanejades per José Santés.

## Demografia

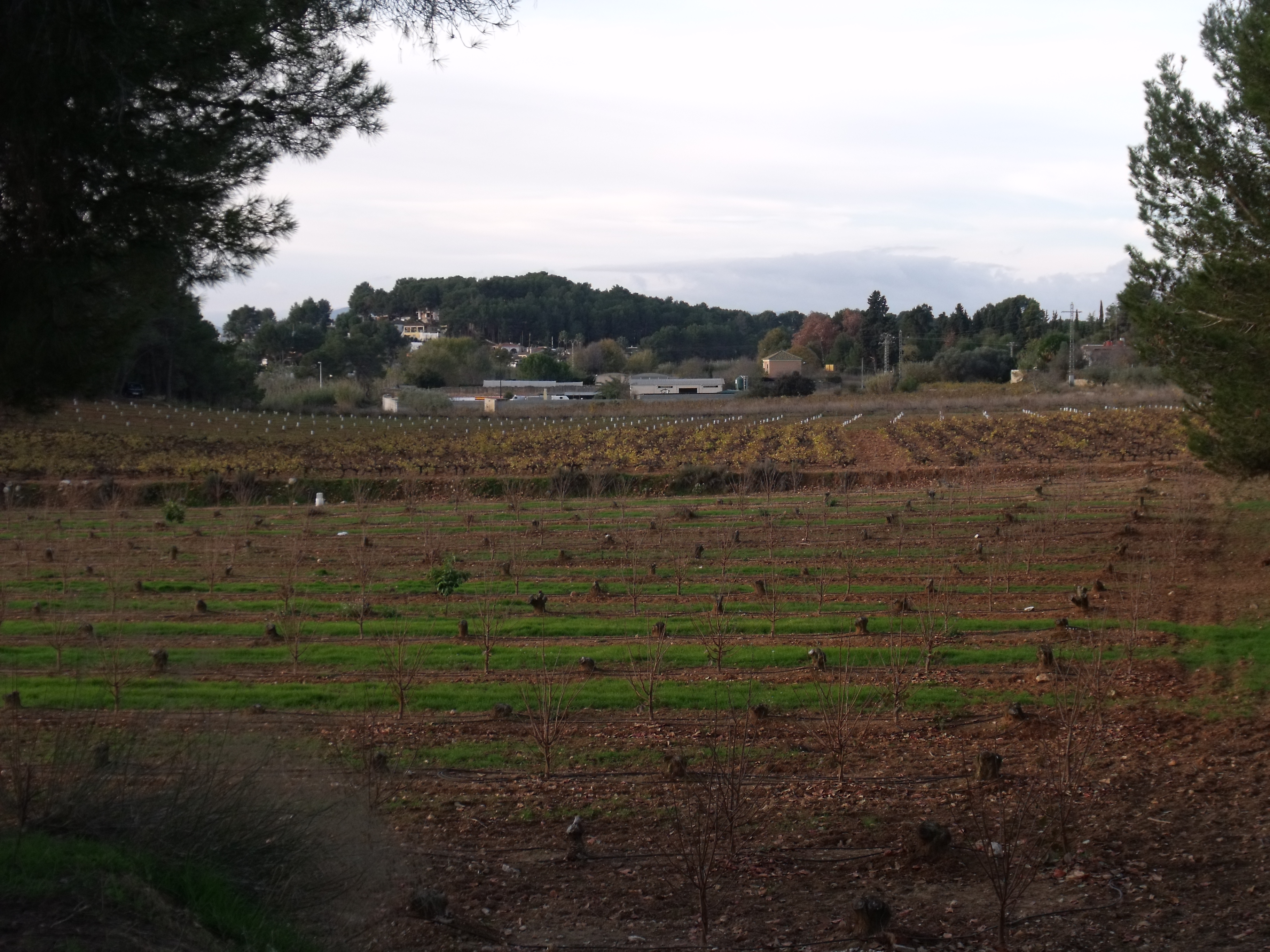
Fruiters i vinyes a la part oriental del terme.

| 1990  | 1992  | 1994  | 1996  | 1998  | 2000  | 2002  | 2004  | 2006  | 2007  |
| ----- | ----- | ----- | ----- | ----- | ----- | ----- | ----- | ----- | ----- |
| 1.975 | 1.972 | 2.030 | 2.095 | 2.144 | 2.242 | 2.342 | 2.597 | 2.911 | 3.038 |

## Economia
L'economia local es basa fonamentalment en l'agricultura, especialment el sector vinater, representat per la Cooperativa Vinícola, on el producte estrella és el Moscatell de Godelleta amb denominació d'origen i reconeguda anomenada. L'augment del terreny regat ha donat pas als fruiters, tarongers i bresquilleres. El sector servicis abasta una certa importància, ja que des de la dècada dels setanta del segle xx, Godelleta s'ha farcit d'urbanitzacions de segona residència.

## Política i Govern

### Composició de la Corporació Municipal
El Ple de l'Ajuntament està format per 11 regidors. En les eleccions municipals de 26 de maig de 2019 foren elegits 4 regidors del Partit Popular (PP), 3 del Partit Socialista del País Valencià (PSPV-PSOE), 2 d'Esquerra Unida-Compromís por Godelleta (EUPV-Compromís), 1 de la Plataforma d'Urbanitzacions de Godelleta (PUG) i 1 de Ciutadans - Partit de la Ciutadania (Cs).
| Eleccions municipals de 26 de maig de 2019 - Godelleta                                                                              |                                          |                                     |                                     |        |          |          |
| Candidatura | Candidatura                              | Candidatura                         | Cap de llista                       | Vots   | Vots     | Regidors |
| | Partit Popular                           |                                     | Silvia López López                  | 550    | 30,62%   | 4 (-1)   |
| | Partit Socialista del País Valencià-PSOE |                                     | Rafael Fora Ibáñez                  | 519    | 28,90%   | 3 ()     |
| | Esquerra Unida-Compromís por Godelleta   |                                     | Pablo Rodríguez Cortés              | 282    | 15,70%   | 2 ()     |
| | Plataforma d'Urbanitzacions de Godelleta |                                     | Máximo Juan Prades Castelló         | 257    | 14,31%   | 1 ()     |
| | Ciutadans - Partit de la Ciutadania      |                                     | Juan Carlos Fayos Palop             | 172    | 9,58%    | 1 (+1)   |
| | Vots en blanc                            |                                     |                                     | 16     | 0,89%    |          |
| Total vots vàlids i regidors | Total vots vàlids i regidors             | Total vots vàlids i regidors        | Total vots vàlids i regidors        | 1.796  | 100 %    | 11       |
| | Vots nuls                                | Vots nuls                           | Vots nuls                           | 41     | 2,23%    |          |
| Participació (vots vàlids més nuls)                                                                                                 | Participació (vots vàlids més nuls)      | Participació (vots vàlids més nuls) | Participació (vots vàlids més nuls) | 1.837  | 68,83%** |          |
| Abstenció | Abstenció                                | Abstenció                           | Abstenció                           | 832*   | 31,17%** |          |
| Total cens electoral | Total cens electoral                     | Total cens electoral                | Total cens electoral                | 2.669* | 100 %**  |          |
| Alcaldessa: Silvia López López (PP) (15/06/2019) Per majoria absoluta dels vots dels regidors (6 vots: 4 de PP, 1 de PUG i 1 de Cs) |                                          |                                     |                                     |        |          |          |
| Fonts: JEC, JEZ Requena, M. Interior, Periòdic Ara. (* No són vots sinó electors. ** Percentatge respecte del cens electoral.)      |                                          |                                     |                                     |        |          |          |

### Alcaldes
Des de 2019 l'alcaldessa de Godelleta és Silvia López López (PP).
| Període                       | Alcalde o alcaldessa                      | Partit polític     | Data de possessió     | Observacions       |
| ----------------------------- | ----------------------------------------- | ------------------ | --------------------- | ------------------ |
| 1979–1983                     | Fernando Soldado García                   | PSPV-PSOE          | 19/04/1979            | --                 |
| 1983–1987                     | Rafael Carrascosa Ruiz                    | PSPV-PSOE          | 28/05/1983            | --                 |
| 1987–1991                     | Fernando Zanón Salvador                   | PSPV-PSOE          | 30/06/1987            | --                 |
| 1991–1995                     | Fernando Zanón Salvador                   | PSPV-PSOE          | 15/06/1991            | --                 |
| 1995–1999                     | Juan Bautista Gil Gil                     | PP                 | 17/06/1995            | --                 |
| 1999–2003                     | Juan Bautista Gil Gil                     | PP                 | 03/07/1999            | --                 |
| 2003–2007                     | Miguel Tarín Arnau                        | PSPV-PSOE          | 14/06/2003            | --                 |
| 2007–2011                     | Salvador Enrique Marín Clemente           | PP                 | 16/06/2007            | --                 |
| 2011–2015                     | Salvador Enrique Marín Clemente           | PP                 | 11/06/2011            | --                 |
| 2015–2019                     | Rafael Fora Ibáñez Pablo Rodríguez Cortés | PSPV-PSOE EUPV-PUG | 13/06/2015 28/09/2017 | Pacte de govern -- |
| 2019-2023                     | Silvia López López                        | PP                 | 15/06/2019            | --                 |
| Des de 2023                   | n/d                                       | n/d                | 17/06/2023            | --                 |
| Fonts: Generalitat Valenciana |                                           |                    |                       |                    |

## Monuments d'interés

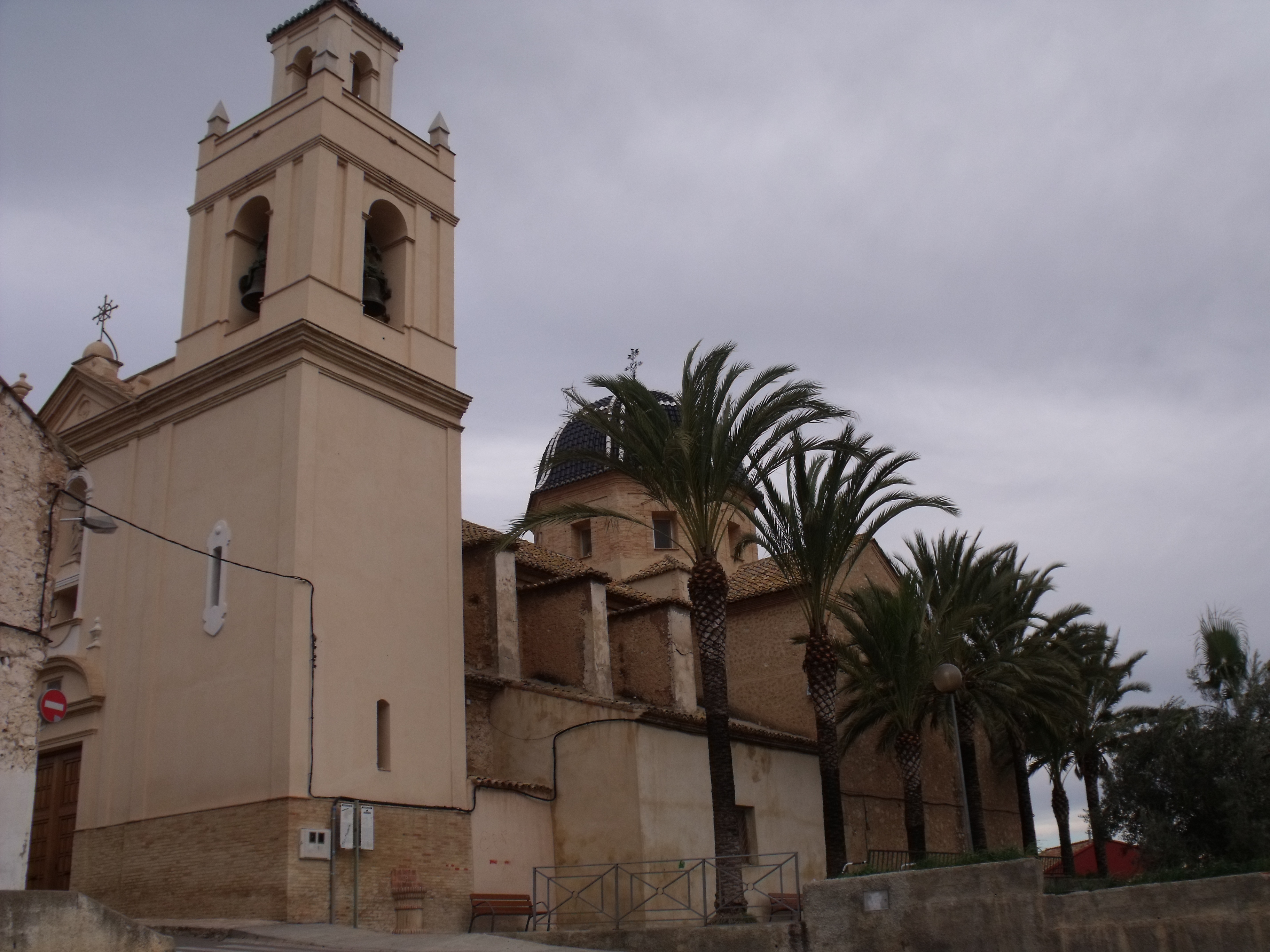
Església de Sant Pere Apòstol (1830-84).

### Monuments religiosos
- Església de Sant Pere Apòstol. De 1830-1884. La primitiva parròquia es va erigir en rectoria de moriscs en 1574. El temple actual va començar a construir-se entre 1830 i 1835 i es va acabar en 1884, conservant encara algunes parts corresponents al segle xviii. És un temple de factura senzilla, que ha estat recentment rehabilitat amb actuacions en la cúpula, façana, sagristia i capella de la Comunió (última estada a ser restaurada, fon inaugurada al desembre de 2006).

### Monuments civils
- La Torre Moruna. Constituïx l'embrió del poble. Actualment és de propietat particular i es troba en estat de ruïna parcial. L'ajuntament pretén la seua adquisició per a restaurar-lo i convertir-lo en l'emblema de la localitat. Potser està comunicada amb l'església, bastida sobre l'antiga mesquita, per un passadís subterrani a hores d'ara afonat.
- Ajuntament. De factura moderna va ser construït després de l'enderrocament de l'antic edifici. Record de l'anterior, és una ceràmica amb la imatge de Sant Pere en la façana, que fa al·lusió a les relíquies que Godelleta i Roma posseïxen d'eixe sant i de Sant Pau. Destaca la font, instal·lada a principis del segle XXI, en el centre de la plaça d'Espanya.
- Celler Cooperatiu Sant Pere Apòstol. Edifici situat a l'entrada del poble i clar exemple de l'arquitectura dels anys del desarrollismo.
- Torre de telegrafia òptica de Godelleta
- Cases típiques. Malgrat la destrucció de molts edificis singulars, l'últim ha estat el Xalet Xirivella, encara es conserven, a les portes d'algunes cases, reixes, balconades o ceràmiques dignes de ser admirades i posades en valor, evitant la desaparició del ja molt minvat patrimoni de la població.

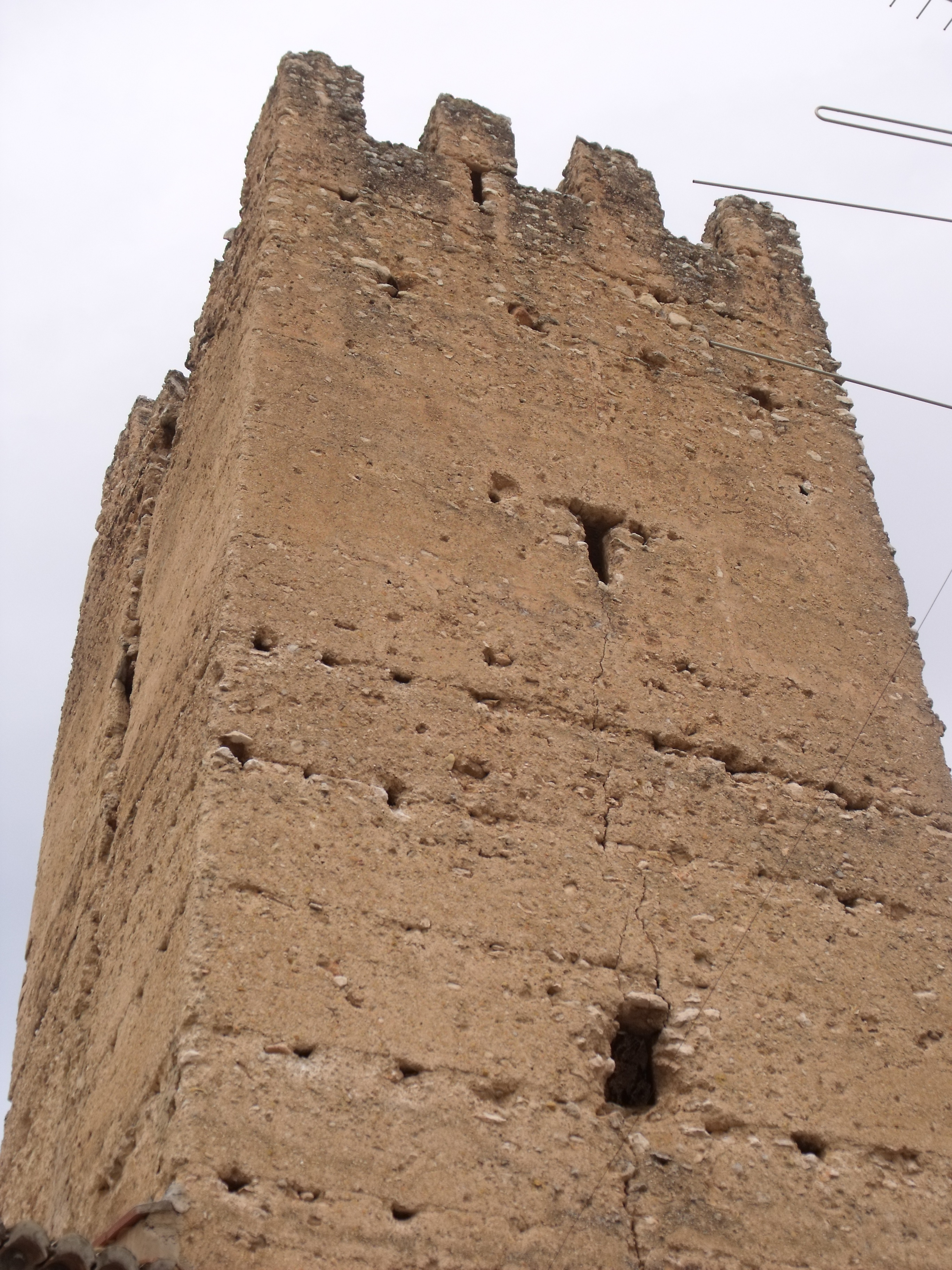
Torre àrab (segle xi).
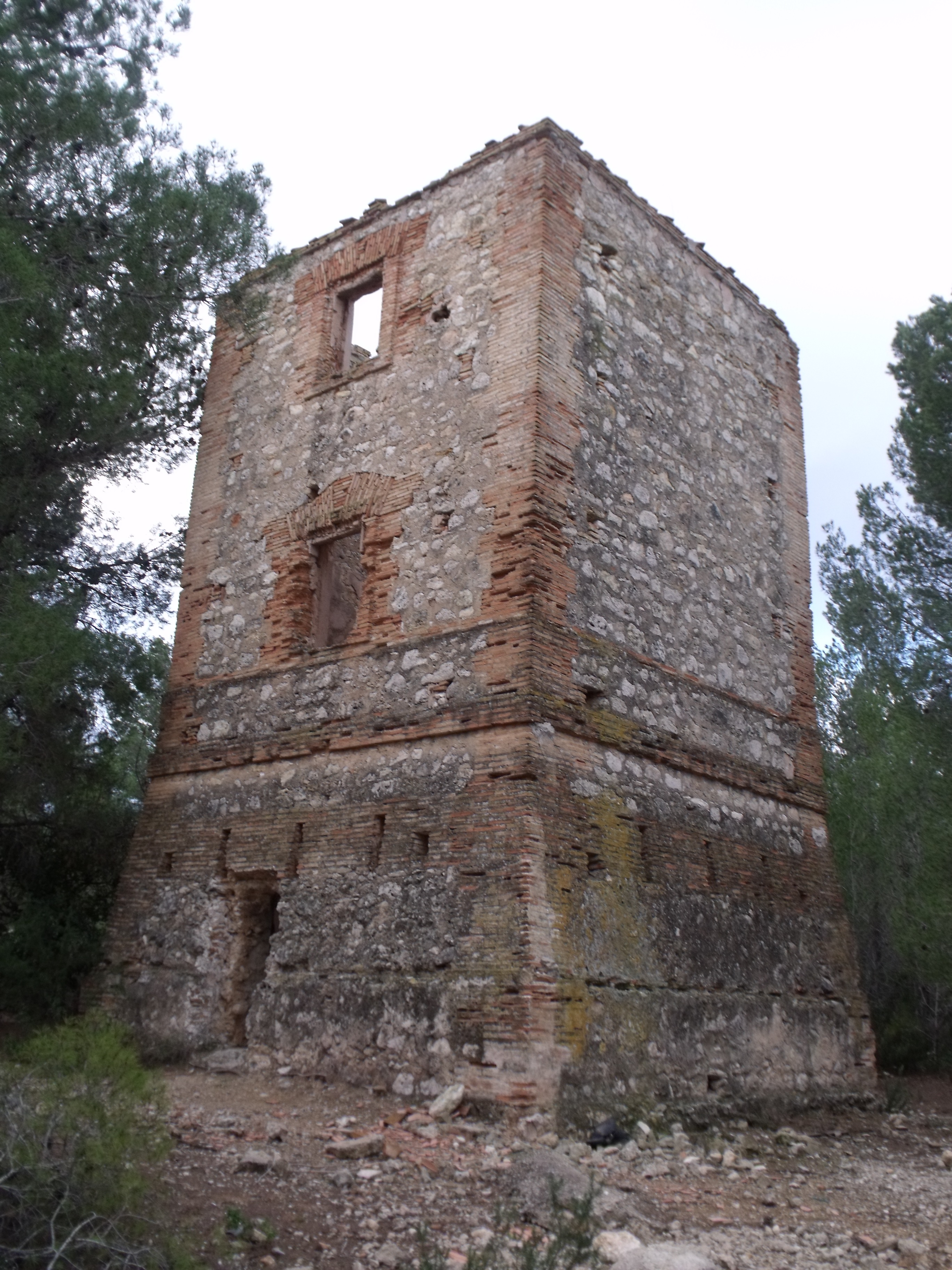
Torre de telegrafia òptica (1848).
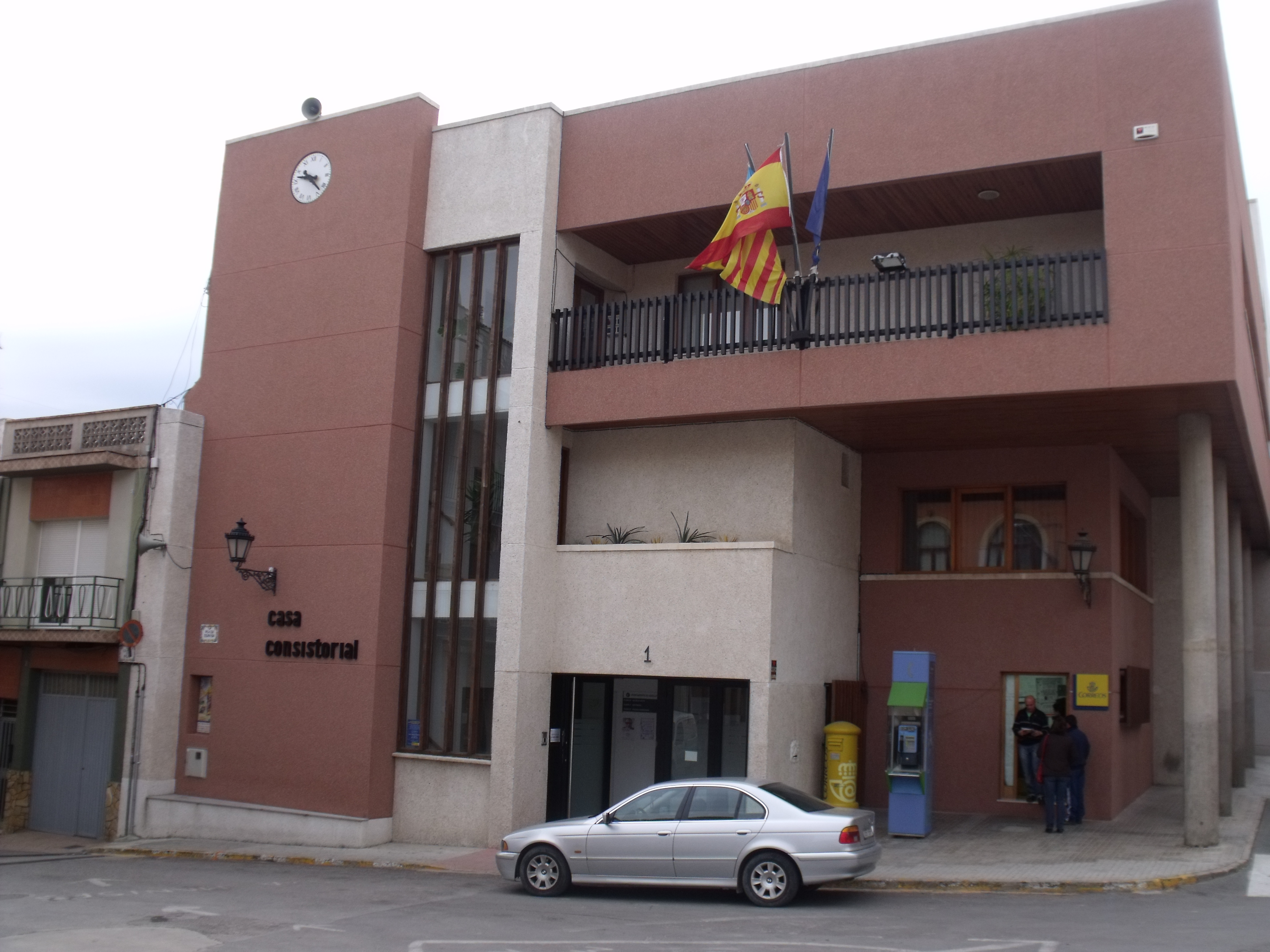
Ajuntament.
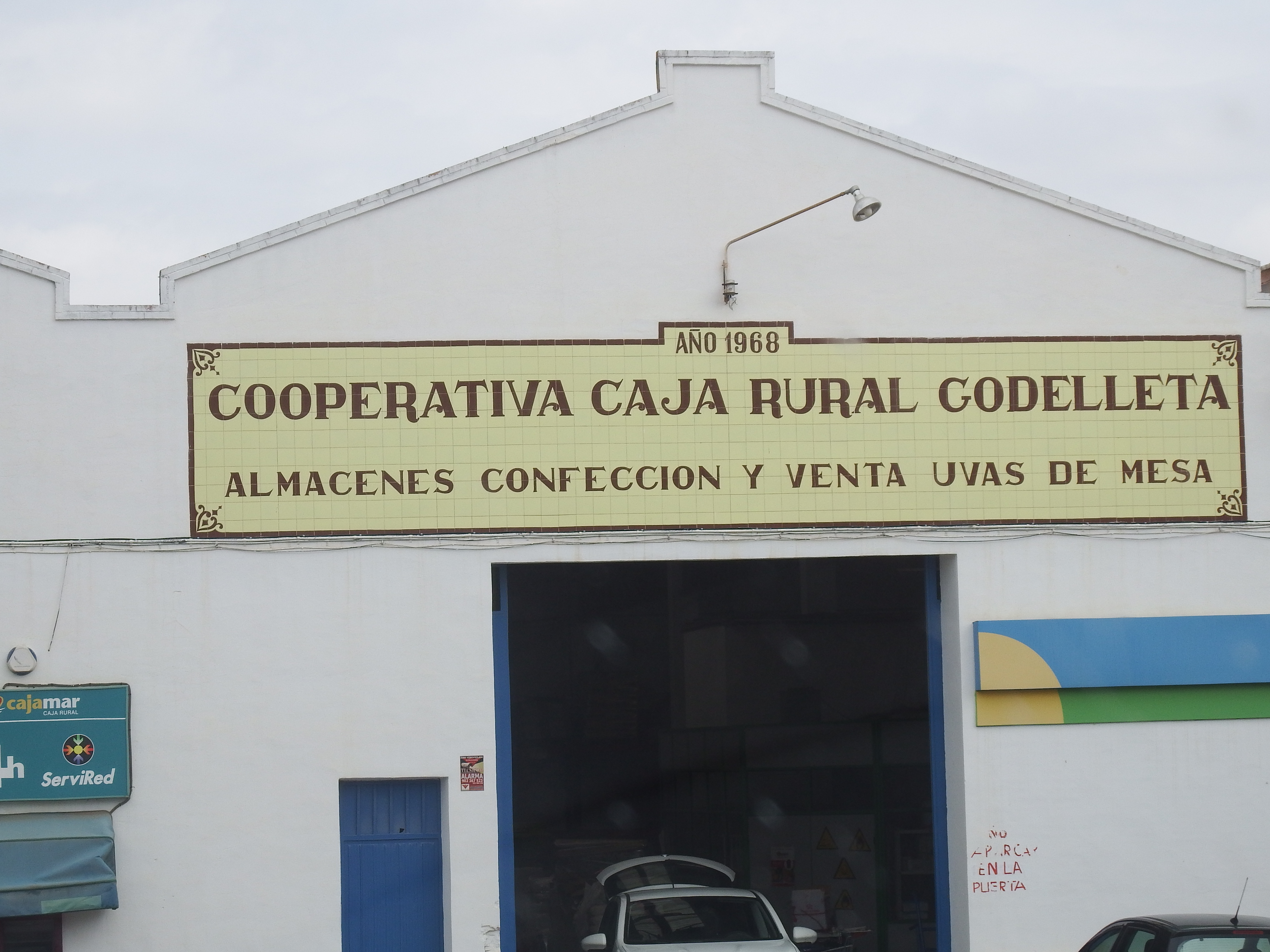
Cooperativa agrícola (1968).

## Llocs d'interés natural
- Font del Recreo, situada al final del passeig del mateix nom, compta amb un antic abeurador per a animals.
- Font del Murtal, sense ús en l'actualitat i situada en el Passeig del Recreo. Va ser construïda després de ser canalitzades les aigües de la deu del mateix nom en 1926.

## Festes i celebracions
- Sant Pere Apòstol. El 29 de juny se celebren les festes en honor del patró del poble amb bous al carrer i actes religiosos.
- Festes d'estiu. Durant la segona quinzena d'agost, a Godelleta se celebren les festes en honor de l'Assumpció, Sant Roc, Verge del Carme, Crist del Perdó i de la Bona Mort. Amb actes religiosos, ofrenes de flors, focs d'artifici, revetles i una setmana taurina.
- Verge del Rosari. El 7 d'octubre se celebra la festa en honor de la patrona de Godelleta amb una missa i processó.

## Esport
Godelleta ha sigut tradicionalment un poble de gran afició a la pilota valenciana, i més concretament a la modalitat de la galotxa. De fet, compta amb un club molt actiu que ha sigut prepulsor de campionats i trofeus importants per a la història d'este esport, com ara el Trofeu el Corte Inglés, on ha quedat campió en diverses ocasions (2004, 2002 i la primera edició de 1976). També ha guanyat el Campionat Autonòmic Interpobles en les edicions del 2007, 2004 i 2003.
Cal fer esment a la seua canxa de pilota, o "carrer artificial", de grans dimensions i que ha acollit diverses finals dels campionats susdits i que servix de recinte per al desenvolupament de l'Escola de Pilota que compta amb una gran pedrera de jugadors. Un dels grans events de l'any és la disputa del Trofeu Moscatell, tant per a aficionats com per a professionals.

## Fills il·lustres
- Francisco Cervera Giménez "Fran", (Godelleta 1983) és un jugador professional de pilota valenciana.
- Raúl Cervera Giménez "Raül II", (Godelleta 1986) és un jugador professional de pilota valenciana.